# Tod um die Ecke
Tod um die Ecke ist die fünfte Folge der achtteiligen Filmreihe Interpol (1963–1967).

## Handlung
In Athen lebt der junge Maler Boris Michalek, der an einem Gehirntumor erkrankt. Da er sich weder Operation noch Schmerzmittel leisten kann, bricht er in das Haus des Kaufmanns Cardocci ein. Aus dem Einbruch wird eine Entführung. Michalek nimmt das Baby der Familie mit und fordert Lösegeld. Als nun auch noch das Baby krank wird, eskaliert die Situation.